# Меседой
Меседой (чечен. Месдой-КӀотар) — село в Веденском районе Чеченской Республики. Входит в состав Гунинского сельского поселения.

## География
Село расположено в верховьях одного из левых притоков реки Гумс, в 16 км к северо-востоку от районного центра Ведено.
Ближайшие населённые пункты: на северо-западе — село Гуни, на северо-востоке — сёла Ширдий-Мохк и Нижние Курчали, на юго-западе — село Агишбатой, на юго-востоке — село Эрсеной.

## Население
| 1990 | 2002 | 2010 |
| ---- | ---- | ---- |
| 110  | ↗144 | ↗227 |

## Образование
- Меседойская начальная общеобразовательная школа.